# Остилья
Остилья (итал. Ostiglia) — коммуна в Италии, располагается в регионе Ломбардия, подчиняется административному центру Мантуя.
Население составляет 6924 человека (2014 г.), плотность населения составляет 173,8 чел./км². Занимает площадь 39,84 км². Почтовый индекс — 46035. Телефонный код — 0386.
В коммуне 15 августа особо празднуется Успение Пресвятой Богородицы. Покровителями коммуны почитаются священномученик Лаврентий, празднование 10 августа и святой Антоний Великий, празднование 17 января.